# Катыр
Катыр — упразднённая деревня на территории Тавдинского муниципального округа Свердловской области России. Ныне урочище
Сохранилось кладбище, относимое к территории Нижнетавдинского муниципального района.

## География
Урочище расположено в пределах юго-западной части Западно-Сибирской низменности, между озёрами  Большое Князево и  Малое Князево, вблизи административной границы Свердловской области с Тюменской (Нижнетавдинском районом).

## История
Образован как выселок и входил в состав Антроповской волости Тюменского уезда Тобольской губернии до их реформирования в 1923 году
Выселок входил в Миясский сельский совет (административный центр с. Мияссы) с момента образования 13 октября 1926 года в составе Нижнетавдинского района Тюменского округа Уральской области:44.
Согласно решения Нижне-Тавдинского райисполкома от 17.03.1951 колхоз им. Сталина был укрупнен за счет колхозов «Красный партизан» (д. Катыр) и «Зеленая нива» (с. Кедровка) Миясского сельского Совета.
В 1965 году сибирский филиал Республиканского проектного института по землеустройству «Росгипрозем» разработал схему планировки Нижнетавдинского района, где было предложено переселить после 1980 года 142 жителей Катыра в село Мияссы.
Точная дата упразднения и передачи деревни в Свердловскую область неизвестна.

## Население
По данным переписи 1926 года в выселке проживало 172 человека (80 мужчин и 92 женщины), в том числе: русские составляли 100 % населения.
К 1965 году — 142 жителя.

## Инфраструктура
Было личное подсобное хозяйство с зоной сельскохозяйственного использования, индивидуальная застройка усадебного типа. По данным всесоюзной переписи 1926 года — 29 дворов.

## Транспорт
Подъездная дорога к межрегиональной автотрассе Тавда — Мияссы